# Арктикуголь
Федеральное государственное унитарное предприятие "Государственный Трест "Арктикуголь" - это головное предприятие, обеспечивающее российское присутствие на архипелаге Шпицберген (Норвегия) с 1931 года. Основной вид экономической деятельности – ведение горных работ по добыче угля и полезных ископаемых. В настоящее время "Арктикуголь" также занимается развитием туристической и научной деятельности в поселках российского присутствия на архипелаге Шпицберген. 
Является подведомственной организацией Министерства Российской Федерации по развитию Дальнего Востока и Арктики.

## История
В конце 20-х годов в связи с нехваткой топлива в европейской части СССР были предприняты действенные шаги по организации снабжения этих районов шпицбергенским углем.
7 октября 1931 года было принято постановление Совета Народных Комиссаров СССР № 836 от 7 октября 1931 года об организации Государственного треста по добыче и сбыту угля, полезных ископаемых на островах и побережье Северного Ледовитого океана под названием "Арктикуголь". Трест получил в свое распоряжение все имущество, права и обязательства Советского Союза на архипелаге Шпицберген.
Первым директором был Лазарь Константинович Лихтерман. Вторым управляющим был Михаил Эммануилович Плисецкий, отец великой советской и российской балерины и балетмейстера Майи Плисецкой.
В 1932 году в Берлине был подписан контракт о приобретении трестом "Арктикуголь" земельных участков и рудника Баренцбург, ранее принадлежавших голландской компании "Неспико". Одновременно "Арктикуголь" приобрел у голландцев еще один земельный участок – "Тундра Богемана", находившийся на северном побережье Ис-фьорда. Земельные участки, рудник, машины, инвентарь, оборудование и другие ценности, установленные в контракте, заключенном 25 июля 1932 года между обеими сторонами, были проданы за один миллион 250 тысяч голландских гульденов.
В результате этого в 1932 году Трест стал собственником четырех земельных участков общей площадью 251 кв. км, на которых расположены три крупных каменноугольных месторождения "Грумантское", "Гора Пирамида" и "Баренцбургское". Все участки были зарегистрированы на имя треста в специальном Кадастре земель Тромсё и Шпицбергена. На них были составлены купчие крепости и договора, которые подтверждали право собственности "Арктикугля" на указанную землю.
В 1935 году СССР присоединился к Шпицбергенскому трактату или Парижскому доровору о Шпицбергене. Согласно Шпицбергенского трактата, подписанного в 1920 году, архипелаг находится под суверенитетом Королевства Норвегия, при этом страны-участницы обладают равными правами на ведение хозяйственной деятельности на архипелаге.

## Посёлки "Арктикугля" во время Второй мировой войны
Накануне Второй мировой войны Трестом осуществлялась добыча угля на рудниках Баренцбург и Грумант, велось строительство рудника Пирамида. В довоенные годы на этих рудниках было добыто около 3 миллионов тонн шпицбергенского угля, который поставлялся для нужд Мурманской и Архангельской областей.
Последний пароход, груженный углем, добытым на Шпицбергене, вышел в море 22 июня 1941 года – в первый день Великой Отечественной войны. К августу 1941 года около 2000 человек с рудников Баренцбург, Грумант и Пирамида были эвакуированы с архипелага, и к лету 1943 года на островах имелся лишь небольшой постоянный гарнизон норвежских военных.
В сентябре 1943 года немецким военно-морским командованием было принято решение атаковать и уничтожить силы союзников. Операция получила название "Цитронелла" или операция "Сицилия". Группировка военно-морских сил была собрана в составе линкоров "Тирпиц", "Шарнхорст" и девяти эсминцев.
8 сентября часть отряда во главе с линкором "Тирпиц" вошли в Ис-фьорд, выдержав бой с норвежской батареей на мысе Хеер близ Баренцбурга, а затем обстреляли сам поселок. Единственным орудием, которое противостояло немецкому флоту, была пушка на мысе Хеер. Впоследствии она была сохранена как памятник истории и отреставрирована в 2012 году, а на самом мысе Хеер сегодня расположена вертолетная площадка Баренцбурга. Батальон немецких войск высадился в Баренцбурге и уничтожил склады угля и практически все прочие постройки поселка.
Другой отряд во главе с линкором "Шарнхорст" в тот же день обстрелял и частично разрушил посёлок Грумант, а затем высадил десант у Лонгйира, застав норвежский гарнизон врасплох. Лонгйир также был сожжён. 

## Послевоенный период и 90-е годы
История распорядилась так, что российские угольные шахты на архипелаге возрождались дважды. В 30-е годы рудники Баренцбург и Грумант были построены заново, так как горное хозяйство, доставшееся тресту от прежних владельцев, не позволяло развивать добычу угля даже в минимальных объемах. В послевоенный период, когда в разрушенной стране остро ощущался дефицит топлива, трест "Арктикуголь" развернул работы по восстановлению разрушенных шахт. 
В 1946 году Председатель Совета министров СССР И. В. Сталин подписал Постановление от 29 августа 1946 года № 1951 о начале восстановительных работ на рудниках Шпицбергена. В декабре 1946 года на Шпицберген прибыл первый пароход со строителями и шахтерами, а уже через три года рудники Баренцбург и Грумант начали выдавать уголь.
После войны в обращении были сертификаты на покупку товаров, равноценные настоящим деньгам (Рубль Шпицбергена).
К 1950 году основные работы по восстановлению разрушенного рудничного хозяйства были завершены. В 1956 году был введён в эксплуатацию новый рудник Пирамида.
По экономическим соображениям в 1961 году рудник Грумант был законсервирован. В 1970—1980 годах была создана современная инфраструктура полярных посёлков Баренцбург и Пирамида. Были построены порты со специальными машинами для погрузки угля, ТЭЦ, многоквартирные дома, больницы, гостиницы, столовые и кафе, культурно-спортивные комплексы, бассейны с подогретой морской водой. В этих советских поселках была построена практически идеальная модель социализма.
Норвежский король Харальд V, посетивший Пирамиду в 1995 году, назвал ее "жемчужиной архипелага".
29 августа 1996 года на подлете к аэропорту Лонгйира в результате столкновения с горой Опера потерпел крушение самолет Ту-154М авиакомпании "Внуковские авиалинии", выполнявший чартерный рейс VKO2801 для Треста "Арктикуголь" по маршруту Москва—Лонгйир. На борту находились 11 членов экипажа и 130 пассажиров, сотрудники "Арктикугля" и жители посёлков Баренцбург и Пирамида.
В 1998 году из-за сложных горно-геологических условий, небольшими остаточными промышленными запасами угля и низкими экономическими показателями в соответствии с программой реструктуризации угольной отрасли Российской Федерации добыча в Пирамиде была прекращена, а рудник законсервирован. Инфраструктура поселка была сохранена.

## Развитие новых направлений деятельности
В настоящее время в составе треста "Арктикуголь" сохраняется один действующий рудник – Баренцбург. Это многоотраслевое хозяйство, включающее в себя шахту, электростанцию, порт, мехмастерские, автотранспортный парк, складское и жилищно-коммунальное хозяйство, библиотеку и больницу. Ежегодная добыча угля ограничена решением Правительственной комиссией по обеспечению российского присутствия на архипелаге Шпицберген до 120 000 тонн. Уголь используется для нужд посёлка и поставляется на экспорт. Планируется постепенное снижение объемов добычи угля до 30–40 тысяч тонн в год.
С 2014 года Трест "Арктикуголь" активно занимается развитием и продвижением туризма на архипелаге Шпицберген. Этим направлением занимается Центр Арктического Туризма "Грумант", входящий в состав Треста "Арктикуголь" и оказывающий полноценный круглогодичный туристический сервис с использованием собственной инфраструктуры.
С 2012 по 2014 год Трест "Арктикуголь" проводил работы по расконсервации поселка Пирамида и ремонту его инфраструктуры с целью реализации потенциала поселка как туристического направления. На сегодняшний день на территории Пирамиды действует отель, бар-ресторан, кафетерий, сувенирный магазин. В Пирамиде расположен самый северный в мире кинотеатр, где в 2023 году были восстановлены советские пленочные кинопроигрыватели. В кинотеатре регулярно показывают фильмы из фильмохранилища, в котором содержится более 800 раритетных кинолент производства 60-70-х годов.
С 2014 года в Баренцбурге действует Российский научный центр на архипелаге Шпицберген, который представляет собой консорциум научно-исследовательских, научно-образовательных и других заинтересованных российских организаций по проведению фундаментальных и прикладных научных исследований, в том числе международных.
12 мая 2023 года Трест "Арктикуголь" внес в Минвостокразвития РФ проект концепции по созданию международного научно-образовательного центра (НОЦ) на архипелаге Шпицберген. Международный научный центр может создаваться в виде консорциума научных учреждений для стран БРИКС, ШОС и других государств на территории российского присутствия на архипелаге Шпицберген.